# Хардрок 100
Хардрок 100 (англ. Hardrock Hundred Mile Endurance Run) - 100-мильный (161 км) ультрамарафон. Суммарный набор высоты составляет более 3300 м. Забег проводится в один круг, и проходит по шоссе, трейлам и пересеченной местности в южной части гор Сан Хуан в Колорадо, США. Забег посвящен памяти шахтеров, которые осели в этом районе и построили шахтерские тропы, по которым проходит большая часть забега. 

## Описание пробега
Старт и финиш пробега располагается в Силвертон, Колорадо, а сам маршрут проходит через такие города как Тельюрайд, Урей и город-призрак Шерман, пересекая 13 главных перевалов в пределах от 3600 до 3900 метров. Участникам приходится бежать на уровне 3600 метров 13 раз, а самая высокая точка дистанции 4282 метра пик Хандис. Забег проводится ежегодно в начале июля, начиная с 1992, был отменен в 1995 из-за большого количества снега и в 2002 из-за лесных пожаров. Направление забега каждый год меняется: в 2008 он проводился по часовой стрелке, в 2009 - против часовой. Для того чтобы финишировать, вместо пересечения финишной черты, бегуны обязаны "поцеловать Хардрок" - рисунок головы барана, изображенный на огромном каменном блоке, оставшемся после шахтерских раскопок.  
Лимит времени на прохождение дистанции составляет 48 часов. На сегодняшний день самыми быстрыми являются рекорды Килиана Хорнета у мужчин (22:41:35 в 2014), и Дианы Финкел у женщин (27:18 в 2009). 
Среднее время прохождения дистанции - 41:10:15,, что намного дольше лимитов большинства 100-мильных пробегов. Причиной тому служит высотность трассы забега, которая у некоторых бегунов может вызвать отеки и высотную болезнь. Вдобавок, сама трасса очень сложная: встречаются крутые каменистые подъемы и спуски, участки, покрытые снегом, реки, которые нужно переходить вброд, и груды камней. Старт дается в 6 утра, поэтому участники, финиширующие более чем за 40 часов, успевают увидеть закат дважды до пересечения финишной черты. Ночью спортсмены бегут с фонариками. Иногда маршрут проходит вдоль крутых обрывов, и в описании трассы эти участки называются "рискованными".
Из-за экстремальных перепадов высот участникам пробега приходится пересекать несколько климатических зон. Большая часть дистанции находится выше границы леса, которая в Колорадо составляет около 3300 метров. Также обычное явление для участников бежать две ночи без сна, чтобы вовремя прийти к финишу. 

Хотя Хардрок 100 является беговым мероприятием, многие участники используют средства для пеших походов или скалолазания, такие как палки для скандинавской ходьбы и альпинистские кошки. В горах Сан-Хуан погодные условия могут быть экстремальными, на высотных участках ночные температуры могут опускаться ниже нуля по Фаренгейту(-17 по Цельсию). Также внезапно могут начаться сильные грозы, которые сопутствуются дождями, градом, сильным ветром и молниями. Таким образом, бегуны должны быть готовы к любой погоде. Большинство берут с собой дополнительно теплую одежду, а также достаточно еды и питья, чтобы обходиться без посторонней помощи до 8 часов кряду.
Хардрок 100 является центральным пробегом серии ультрамарафонов "Скалистые горы", который бегун завершает, если финиширует на Хардроке, а также на трех из четырех других забегов в Скалистых горах: Ледвилл Трейл 100, Беар 100, Бигхорн 100 или Уосатч Фронт 100. Награждение проводится после забега Беар 100, так как он является финальным в серии.
В 1990-1991 Гордон Хардмэн (Боулдер и Лейк Сити, Коннектикут), Джон Каппис (Теллерайд, Коннектикут и Лос-Аламос, Нью-Мексико) и Чарли Торн (Лос-Аламос, Нью-Мексико) начали поиск бегунов, которым было бы интересно организовать 100-мильный пробег с маршрутом через горы Сан Хуан, который бы проходил через города Лейк Сити, Силвертон, Теллерайд и Орей. Главным принципом было задействование в пробеге старых шахтерских троп насколько это возможно. Асфальтированные и грунтовые дороги постепенно исключали из маршрута, чтобы сохранить "чистоту" трейлового забега. Этот забег планировался не только как физическое и психологическое испытание для участников, но также и праздник в честь шахтеров, которые преобразовали местность в то, чем она является сейчас. Пробег задумывался как "послевузовский". Заявиться на него могли только те, кто уже финишировал в нескольких других сертифицированных 100-мильных пробегах, либо те, кто по мнению организаторов был способен финишировать в самом горном из всех трейловых забегов в США. 
В первые годы его проведения следование маршруту трассы было чрезвычайно важно. Каждому участнику выдавалось подробное описание трассы и карта. Также проводятся и обязательные брифинги по маршруту забега, больше деталей можно узнать у волонтеров. Зная маршрут, можно сэкономить до нескольких часов во время самого забега. Знакомство с трассой превратилось в то, что сейчас называется "лагерь Хардрок", который начинается за две недели до забега. Бегуны проводят это время исследуя маршрут пешком вместе с размечающими трассу. Так, ежегодное проведение мероприятия в течение двадцати лет уже оставило свой "след", поэтому найти трассу теперь стало менее проблематичным.

## Участники
Каждый год пул участников пробега ограничен 140 квалифицировавшимися кандидатами. Их выбирает в начале февраля комитет пробега, используя для всех кандидатов метод жеребьевки, за исключением победителей среди мужчин и женщин предыдущего года. Потенциальные участники при подаче заявки должны доказать свою опытность восхождения на горы следующими способами: 1) участие в пробеге в предшествующие годы, 2) успешный финиш в одном из следующих горных стомильных ультрамарафонов за последние три года: Уосатч Фронт 100, Игл, Беар 100, Анджелес Крест 100, Каскад Крест 100, Плейн 100, ХЁРТ, Моголлон Монстер 100 или Бигхорн; 3) иметь достаточный опыт в альпинизме.

## Результаты
| Дата проведения | Победитель (м)                  | Победитель (ж)        |
| --------------- | ------------------------------- | --------------------- |
| 10-12 июля 1992 | Дэвид Хортон                    | Нэнси Хэмилтон        |
| 9-11 июля 1993  | Дэвид Хортон -2-                | Маргарет Смит         |
| 8-10 июля 1994  | Скотт Хирст                     | Маргарет Смит -2-     |
| 7-9 июля 1995   | -                               | -                     |
| 12-14 июля 1996 | Рик Трухийо                     | Бетси Калмайер        |
| 11-13 июля 1997 | Марк Макдермот Марк Хартелл     | Лаура Воган           |
| 10-12 июля 1998 | Рики Денесик                    | Элиза Маклин          |
| 9-11 июля 1999  | Блейк Вуд                       | Бетси Калмайер -2-    |
| 7-9 июля 2000   | Кирк Эпт                        | Сью Джонстон          |
| 13-15 июля 2001 | Карл Мельцер                    | Бетси Калмайер -3-    |
| 12-14 июля 2002 | -                               | -                     |
| 11-13 июля 2003 | Карл Мельцер -2-                | Бетси Най             |
| 9-11 июля 2004  | Пол Суини                       | Бетси Калмайер -4-    |
| 8-10 июля 2005  | Карл Мельцер -3-                | Сью Джонстон -2-      |
| 14-16 июля 2006 | Карл Мельцер -4-                | Бетси Калмайер -5-    |
| 13-15 июля 2007 | Скотт Джурек                    | Крисси Моэл           |
| 12-14 июля 2008 | Кайл Скэггз                     | Диана Финкел          |
| 10-12 июля 2009 | Карл Мельцер -5-                | Диана Финкел -2-      |
| 9-11 июля 2010  | Джаред Кэмпбелл                 | Диана Финкел -3-      |
| 10-12 июля 2011 | Жульен Хорье                    | Диана Финкел -4-      |
| 13-15 июля 2012 | Хэл Кернер                      | Дарси Писо Африка     |
| 12-14 июля 2013 | Себастьян Шено                  | Дарси Писо Африка -2- |
| 11-13 июля 2014 | Килиан Хорнет                   | Дарси Писо Африка -3- |
| 10-12 июля 2015 | Килиан Хорнет -2-               | Анна Фрост            |
| 15-17 июля 2016 | Килиан Хорнет -3- Джейсон Шларб | Анна Фрост -2-        |
| 14-16 июля 2017 | Килиан Хорнет -4-               | Кэролин Шевро         |